# Ха-Исраэлим
Ха-Исраэлим (ивр. הישראלים‎ — Израильтяне) — израильская политическая партия, созданная в 2009 году. Декларируемой целью партии  была защита интересов русскоязычных граждан Израиля.

## История
На парламентских выборах 2009 года партия не прошла в Кнессет, набрав 0,03 %.
6 декабря 2012 года партия «Ха-Исраэлим» зарегистрирована среди списков, участвующих в парламентских выборах в центральную избирательную комиссию. Первым номером в списке партии стоит журналист Давид Кон, около 10 лет ведший передачи на русскоязычном израильском телеканале «Израиль плюс». «Ха-Исраэлим» позиционирует себя как секторальная партия русскоязычных израильтян.
Согласно опросу Института общественного мнения Мины Цемах, результаты которого публиковались газетой «Едиот Ахронот» в декабре 2012 года, партия «Ха-Исраэлим» могла получить два депутатских мандата на парламентских выборах в январе 2013 года.

## Список партии на выборах вКнессет 19-го созыва
- Давид Кон,
- Марина Зельцер-Шорер,
- Алекс Векслер (политический и военный комментатор «Израиль +»)
- Владимир Будянский,
- Эйнат Альфандари,
- Диана (Амира) Курзинер,
- Борис (Барух) Элькон — бывший генсек партий «Исраэль ба-алия» и «ха-Бхира ха-демократит[ивр.]» («Демократический выбор» Р. Бронфмана и А. Цинкера)

Партия баллотировалась под буквами ивр. יק‎.